# 宋楚瑜
宋楚瑜（1942年4月30日—），中華民國政治人物，現任親民黨主席，曾任行政院新聞局局長、國民黨秘書長、臺灣省政府主席、中華民國臺灣省省長、臺北市政府首席市政顧問。曾為中國國民黨黨員，1999年退出，其後建立親民黨，並任黨主席至今。2016年和2017年兩度代表時任總統蔡英文出任APEC中華臺北領袖代表。2016年至2019年担任蔡英文政府的總統府資政。
2000年中华民国總統选举以无党籍參選總統，但因興票案的衝擊以及馬英九於選前1、2日接連違法公布之假民調，使其最終以些微之差败于民主進步黨的陳水扁。2004年中華民國總統選舉以親民黨主席身分參選副總統，與國民黨主席連戰搭檔，再以些微之差落选。其后他于2012年、2016年、2020年参选总统，均落選告終。

## 早年
1942年4月30日（農曆1942年三月十六日）出生於湖南省湘潭縣射埠镇巨鱼村。1949年隨父親來臺灣，先住高雄再遷居臺北。到臺北後，先就讀臺北縣（現新北市） 中和國小、後轉學至臺北市龍安國小。中學就讀臺北市市立士林初中、再進入臺北市立成淵中學就讀，直到畢業。1961年以第一志願考入國立政治大學外交學系，1964年畢業。
大學畢業后，入伍任中華民國憲兵少尉預官。1966年，獲國民黨栽培得到中山獎學金赴美國深造。1967年，獲加州大學柏克萊分校國際關係碩士學位。1971年，獲美國天主教大學圖書館學系碩士學位。1974年，获華盛頓喬治城大學政治系博士，博士論文題目為《An elite perspective on developmental crisis: China's experiences in Inner Mongolia》。宋楚瑜曾在加州大學柏克萊分校中國研究資料中心的圖書館打工，時薪2.75美元；返臺工作時，年薪已超過一萬元美金，工作仍是與圖書館相關。

## 仕途

### 早期政治生涯
回到臺灣后擔任行政院簡任秘書，工作內容是中華民國行政院院長蔣經國的英文秘書。同時期也曾在國立臺灣師範大學公民訓育系兼任副教授。1977年，出任行政院新聞局副局長。1978年，升任總統府簡任秘書。1979年接任行政院新聞局局長。
1974年，政府推行國語政策，導致台灣許多民俗活動，如歌仔戲、布袋戲等，在電視上幾近消失，不過在宋楚瑜擔任新聞局長過後，主動將布袋戲解禁，讓這項國寶民俗，得以繼續發光發熱，總計在新聞局長任內，播出的台語布袋戲高達65部，更造就了現在的霹靂布袋戲，也因為對宋楚瑜的感謝，布袋戲老前輩黃海岱，還曾經在宋楚瑜2000年參選總統時，幫他拍廣告短片。不僅如此，宋楚瑜更協助葉青從台視跳槽到華視做節目，打破所謂的「三台默契」，讓他到華視又演了30幾部歌仔戲，以推展台語歌仔戲之傳播。已故國寶布袋戲大師黃海岱還表示：「那個宋楚瑜擔任新聞局長後，才開放台語。」
1980年，時任新聞局長宋楚瑜回答立委趙文藝和楊寶琳的質詢時表示：「今後各電視台台語節目將逐漸減少，到全部以國語播出為止。」
1984年卸任新聞局長，改任中國國民黨中央文化工作會主任。
1988年，蔣經國總統逝世後，經過中國國民黨黨內31位中常委簽名同意，並於中常會提案後，繼任總統的李登輝成為中國國民黨代理主席，之後成為正式主席。後來宋楚瑜擔任中央黨部秘書長。1992年，中華民國首次全面改選國會，國民黨得票大幅下降至53%，宋辭去黨的秘書長一職。

### 台湾省主席
1993年，獲委派擔任末代官派台灣省政府主席。於1994年首次辦理省長選舉時高票當選連任，成為臺灣省第一位民選省長。1998年臺灣省因臺灣省政府功能業務與組織調整，從此不再進行省長選舉，宋楚瑜成為唯一一任民選省長。
任内存在「要五毛給一塊」的大方花錢現象，例如補助宜蘭羅東鎮北成圳工程「要500萬給5,000萬」，同鎮的道路修繕工程「要30萬給300萬」。宋楚瑜因此被譏為「送錢（宋前）省長」，導致其卸任時省政府負債8,139億新臺幣。而宋楚瑜關於「要五毛給一塊」回應在聯合新聞網說「這是不懂工程的外行話」，省府遇事一定設法通盤解決，不頭痛醫頭，只顧治標，「今天不做，明天會更貴」。 他舉例，當年整治台南運河，除了疏濬，他還「加值」接了汙水下水道，提升運河的遊憩功能；整治宜蘭羅東一條溪流水患，不能只做下游，要中上游一起做才能奏效。

### 2000年總統大選
1999年，因為爭取中國國民黨總統候選人提名未果而和李登輝、連戰决裂，遭國民黨開除黨籍。宋楚瑜自行以無黨籍身份，成立新台灣人服務團隊，與長庚醫學大學校長張昭雄搭檔參選2000年中華民國總統選舉。宋楚瑜选前以949,223選民的參選連署，轟動政壇，加上高民調，一度是当选呼声最高的候选人，但由于选举前国民党揭露宋楚瑜涉嫌中兴票券事件，导致宋楚瑜清廉形象严重受损，虽然相关指控最终并未成立。最後在泛藍分裂的情況下，宋以30萬票的差距敗給民進黨的陳水扁。落選後，聯同以新臺灣人服務團隊為班底的支持者，成立親民黨，擔任黨主席至今。

### 2004年总统大选
2004年，親民黨主席宋楚瑜與國民黨中央力釋前嫌，組成國親聯盟，並與國民黨主席連戰搭擋參與2004年中華民國總統選舉。結果以0.228%的票數差距輸給尋求連任的陳水扁。

### 2005年兩岸搭橋
2005年5月5日，親民黨主席宋楚瑜接受總統陳水扁之託訪問中國大陸，成為自1949年後第二位踏上中國大陸的中華民國在野黨最高領導人。第一站為陝西西安，前往黃帝陵祭拜；次為南京，往謁中華民國國父中山陵等；再為上海，與相關臺商見面；次為其老家湖南長沙和湘潭，祭拜祖墳和拜訪親友等；最後飛往北京，會見中共中央總書記胡錦濤、全國政協主席賈慶林和國台辦主任陳雲林，而胡錦濤也是自1949年來第一位會見中華民國非中國國民黨領導人的中共最高領導人。5月13日，上午7時40分在北京首都國際機場發表臨別感言，即搭機離開中國大陸，下午3時25分返抵中正國際機場，發表簡短演說，結束為期九日八夜的「搭橋之旅」、「工作之旅」暨「黨際交流」。

### 2006年臺北市長選舉
2006年10月17日，在新書《寧為劉銘傳》發表會上，宋楚瑜宣佈以超黨派獨立參選人身分，投入年底台北市長選舉，他雖然向親民黨中央請假，以無黨籍身份參選，大家仍視其為親民黨主席。儘管他宣稱這是「封刀之作」、「只做一任」。有人認為，他的參選，可能成為泛藍罪人，而使民進黨候選人當選。亦有人認為，他的參選象徵著親民黨的主體性，並對國民黨的打壓表示不滿。
2006年12月9日，臺北市長選舉結果，宋楚瑜獲得53,281票(得票率約4.14%)。隨後宋楚瑜召開記者會，一度宣佈從此退出中华民国政壇。幾天之後，立法院長王金平表示:「宋楚瑜願考慮暫不退出政壇」。

### 后续活动
宋楚瑜在宣示退出政壇後，主要的公開露面是中國國民黨主席吳伯雄進行國親聯盟協商階段，及在第七屆立委選舉期間替國民黨及親民黨的立法委員候選人站臺。在確定親民黨候選人（包含國親聯盟），僅邱美瑞（不分區非安全名單）、柯淑敏（臺北縣第二選區）、林春德（山地原住民）及林惠官（連江縣）四人落選。
2008年1月13日宋楚瑜與吳伯雄首度聯袂前往桃園謁陵，祭告前總統蔣經國先生國親聯盟大勝，並迴避國親會是否會合併的問題，宋楚瑜在同年2月13日與中國國民黨總統候選人馬英九會面，答應出任馬英九蕭萬長競選總部榮譽主任委員。
2008年8月8日，与连战和吴伯雄一道出席北京夏季奥运会开幕式。
2009年9月10日，馬英九政府的劉兆玄內閣因88水災民意低落，部分政治人物推崇宋楚瑜在省長任內的政績，推薦宋楚瑜就任行政院接
任院長職務，不過宋楚瑜最後並未得到馬英九的任命。
2010年1月，因中央地方制度法修法問題，基層鄉鎮市長與民代深切不滿，中華民國鄉鎮市民代表會宣示將組成基層連線服務團隊，推崇宋楚瑜在省長任內的政績，邀請宋楚瑜擔任基層連線服務團隊總顧問，不排除擁立宋楚瑜另組新政黨。
2010年4月，針對於中國國民黨主席任內與興票案之事務，李登輝出具書面證明以表與宋沒有債權、債務關係，同意宋領回相關款項；宋因此具狀向台北地方法院聲請領回獲准。事實上，宋自2004年3月以後所控告李而宋獲判勝訴之民事官司，李始終未依判決賠償宋，至於宋亦未向李催討賠償。
2010年5月，傳出因為國民黨不提名部份國民黨黨員參選臺北市議員，宋在懇求下考慮將輔選站臺。
2010年10月16日，被指為在2006年臺北市長選舉過程中與馬英九、郝龍斌及國民黨有心結的宋楚瑜在輔選親民黨籍臺北市議員候選人時，痛陳臺北市缺乏中華民國首都格局。次日，宋現身支持高雄縣縣長楊秋興——前民進黨黨員，以無黨籍身份參選大高雄市市長——提及楊在省議員任內的努力並在臺上激動泛淚，令楊陣營士氣大振。
2010年10月19日，宋楚瑜指2000年及2004年總統大選期間國民黨公佈的民調都與實情失真，並批評國民黨秘書長金溥聰涉嫌做假民調『金溥聰先生作的民調常是假的』，令他『不敢恭維』。金溥聰隨後以國民黨名義對宋提出告訴，強調其是在2009年12月接任秘書長，2000年與2004年總統大選民調時任臺北市新聞處長及政大副教授與選舉問題毫無關聯。
2010年10月19日，宋於《新聞面對面》節目上，表示當年與李登輝決裂和未與連戰搭擋參選正副總統是因為有「接班的問題」。針對水災問題不斷，宋指出水利事務不應當由熟悉銀行與金融政務的陳冲（時任行政院副院長）監督，而由熟悉相關事務的李鴻源等人來專門負責。
2011年1月3日，宋楚瑜受邀出席老長官前總統李登輝的90歲（農曆89歲）壽宴，他在致詞時表示，感謝李登輝讓省長的職銜只有他一個人有。
2011年9月20日，親民黨主席宋楚瑜舉行記者會，宣布將與流行病學專家、臺大公共衛生學院教授林瑞雄搭檔，進行2012年總統大選連署。

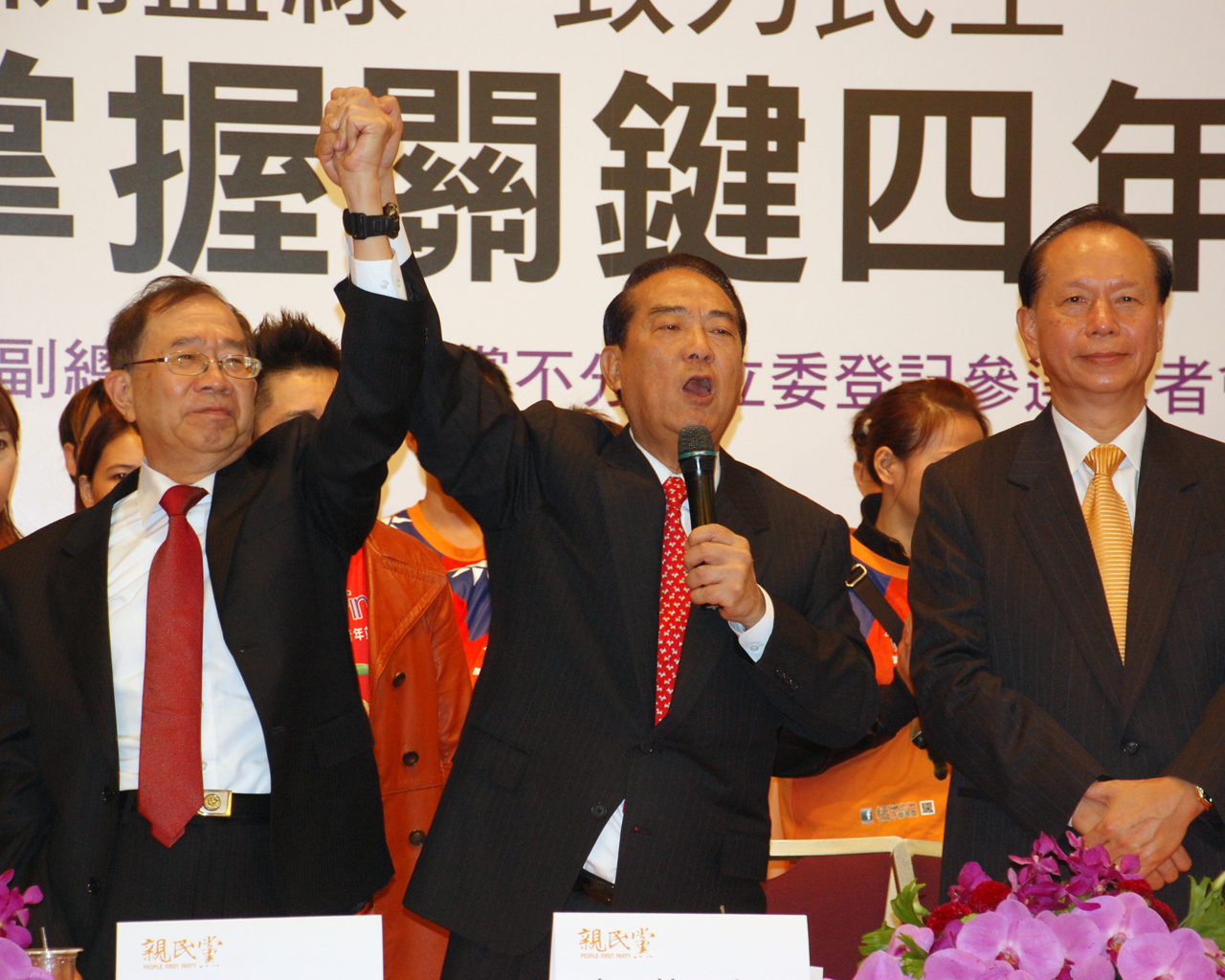
宋楚瑜與競選搭檔林瑞雄角逐2012年總統大選

2012年中華民國總統副總統及立法委員選舉，宋楚瑜二度參選總統，此次選舉是以親民黨主席的身份，並連署參選，選舉結果得36萬票（2.8%）角逐失利，但在國會議員選舉席次當中，親民黨獲得三席，能依法組成黨團以參與協商。
2014年5月，宋楚瑜相隔四年再度訪問中國大陸，上午與中共中央總書記習近平在北京人民大會堂會晤，而且還是中國大陸政府主動邀約。宋楚瑜是太陽花學運之後第一個與習近平見面的中華民國政治人物，同時也是兩人第一次見面。下午與全國政協主席俞正聲在釣魚台國賓館會晤。
2014年12月，宋楚瑜接受台北市長柯文哲的邀請，出任台北市政府首席市政顧問。
2015年3月，宋楚瑜接受節目專訪，他首度鬆口表示願意為大家服務，是否競逐2016年中華民國總統選舉，動向備受矚目。親民黨副秘書長劉文雄說，宋楚瑜尚未決定，5、6月會有明確表態。

2015年8月6日，宋楚瑜舉行記者會，並當場宣示「正式參選2016年中華民國總統」。此次選舉結果雖角逐失利，但得票突破150萬。同時在國會選舉當中，親民黨獲得三席不分區，能依法組成黨團以參與協商。

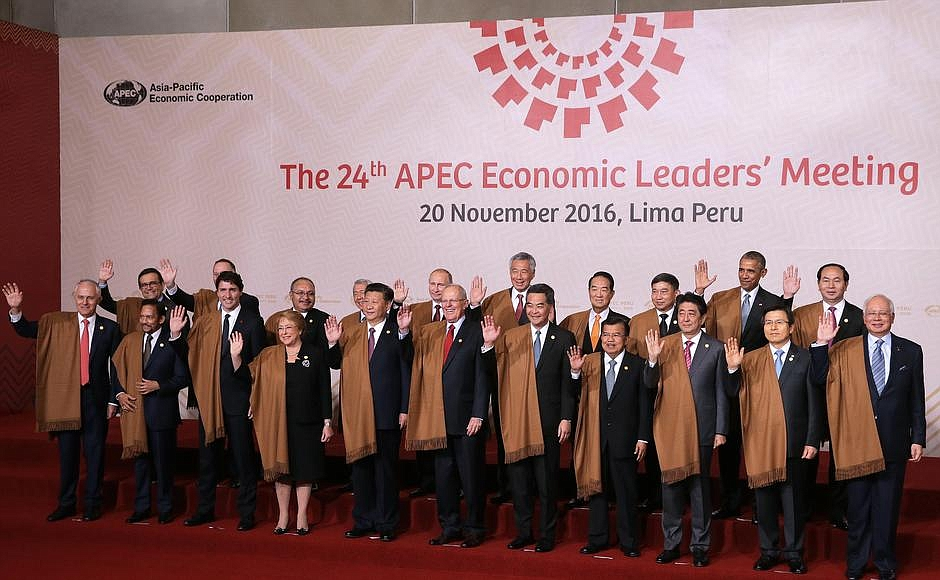
2016年APEC會議，宋楚瑜(後排右4)代表台灣出席

2016年9月，總統蔡英文邀請宋楚瑜擔任領袖代表，參加11月在秘魯利馬舉行的APEC經濟領袖會議。10月6日，宋楚瑜召開記者會表示他“以非常戒慎恐懼的心情，接受蔡總統的指派”。他是民進黨再次上臺後，首次代表中華民國政府以中華臺北名義出席APEC會議。11月12日，親民黨主席宋楚瑜在國父誕辰日表示，親民黨重申對於國家定位及兩岸關係的立場始終不變，「兩岸一中、反對台獨」，在一中屋頂的概念下，尊重兩岸對等分治的政治現實，相互體諒、強化交流。11月15日晚間，宋楚瑜偕同女兒宋鎮邁前往秘魯參加APEC領袖會議。
當地時間11月18日晚間，與新加坡總理李顯龍及其夫人何晶茶敘，同日兩度會面美國國務卿約翰·凱瑞，並共同宣布合作成立「APEC婦女與經濟子基金」意向。11月19日，出席ABAC（企業諮詢委員會）與領袖對話，與中共中央總書記習近平自然互動；宋自稱會談時間超過10分鐘，談及希望北京當局重申兩岸經貿往來，照顧臺灣中小企業的方向不變；然而國台辦發言人馬曉光表示習並未與宋深入交談，只是進行了簡短的寒暄。此外與俄羅斯總統普丁、日本首相安倍晉三、菲律賓總統杜特蒂、秘魯總統庫欽斯基和美國貿易代表傅洛曼皆有握手並進行短暫交談。11月20日，美國總統歐巴馬進入APEC會場時，與坐在入口處的李顯龍和宋楚瑜握手，並輕拍一下宋楚瑜右手臂，也一一和各國領袖握手，之後就進行領袖閉門會議。
2016年11月，蔡英文總統特聘宋楚瑜為總統府資政。
2017年9月，宋楚瑜再獲蔡英文總統邀請擔任領袖代表，參加11月在越南河內舉行的APEC經濟領袖會議，與美國總統川普、俄羅斯總統普丁等人握手寒暄。
2018年9月，宋楚瑜表態無意續任領袖代表一職。
2019年4月15日，宋楚瑜訪問香港，會見香港中聯辦主任王志民與香港特首林鄭月娥。17日訪問澳門，會見澳門中聯辦主任傅自應與澳門特首崔世安。18日在珠海會見國臺辦主任劉結一。宋楚瑜指出，粵港澳大灣區是1980年以後台商前往最多的地方，占了所有台商的3分之1，隨著時代變遷，中美貿易戰開打，以及目前兩岸對立等情勢影響，台商需要轉型，他前往實地了解台商有那些困難，幫助台商因應國際貿易新情勢。
宋楚瑜訪問粵港澳大灣區期間，大陸官媒新華社報導其讚同中共中央總書記習近平在2019年初提出的習五點以及贊成就兩岸和平統一進行協商，被台灣輿論認為其支持對台灣實行港澳模式的一國兩制。不過，親民黨立法院黨團總召兼秘書長李鴻鈞4月30日表示，宋楚瑜完全沒提到一國兩制。他解釋，宋楚瑜是向新華社說，依目前的香港模式，台灣人民沒辦法接受，必須要用民主的協商方式，針對兩岸的分治來進行討論，或許還有轉圜的空間。不久後，宋楚瑜決定請辭資政，退回資政聘書。
2019年11月13日，宋楚瑜宣佈參選2020年總統大選，這是他第5次參與總統選舉，他也宣稱這是他的「終局之戰」。 該次選舉中，宋楚瑜提出“暫緩學習歷程檔案”的構想，選舉結果宋楚瑜拿下60萬8590票、得票率4.3%，未能勝選。
2023年3月13日，宋楚瑜對外表示自己有可能參選2024年總統大選，但最終並未登記。12月29日，宋楚瑜與國民黨總統候選人侯友宜同台，為內湖、南港立委候選人李彥秀站台，並表示給予侯友宜最大的祝福。2024年1月10日，宋楚瑜表態支持侯友宜。

## 争议事件

### 興票案
1999年12月9日，國民黨不分區立委楊吉雄召開記者會，指出宋楚瑜之子宋鎮遠，於1992年開始，在中興票券開戶，購買一億六百餘萬元票券。因為宋鎮遠當時只有24歲，他對於資金的來源表示懷疑。當時正在競選中華民國總統職位的宋楚瑜第一時間說他並不清楚，但極力保證自己的清廉。之後透過發言人指出，這筆錢是宋鎮遠與朋友做生意的資金，12月10日又改口，這是由「長輩」贈與宋鎮遠的創業基金，但是他無法透露長輩的身份。同日新聞媒體報導，宋鎮遠興票的實際總共金額是2.4億元。 
1999年12月11日，宋楚瑜發言人再度說明，第一筆錢是宋家自己的，另外一億元則是長輩贈與的。但這仍然無法停止外界的質疑聲浪。國民黨代表律師莊柏林指出，宋楚瑜曾經私下找過東帝士集團的陳由豪，希望他承認是贈與這筆錢的長輩，但遭到陳由豪拒絕。無黨籍立委林瑞圖同時揭發宋鎮遠在美國加州舊金山擁有五棟豪宅,引起社會輿論及媒體報導，要求宋楚瑜說明。
1999年12月14日，宋楚瑜親自對其子名下2.4億元興票款項發表聲明，說他是奉國民黨主席李登輝指示，成立「秘書長專戶」，做為照顧蔣經國在美國的後代及國民黨各項黨政運作之用，隔天遭李登輝駁斥，李指宋是侵占國民黨黨庫公款。國民黨懷疑這筆錢是被宋楚瑜所竊佔的，檢察官收到告發後主動進行偵查，興票案正式進入司法程序。
1999年12月16日，財政部擴大調查全案。12月29日，國民黨完成興票案調查報導提報中常會，指宋涉偽造文書、背信、侵占，立委陳昭南再控宋楚瑜於八十三年省長選舉時，涉申報競選經費申報不實，檢方將全案合併楊吉雄的提告一同偵辦。
2000年1月25日，宋楚瑜委託律師到台北地方法院聲請債務清償，準備退還兩億四千多萬款項，指名由「國民黨主席李登輝」提領；2月10日，監察院公布興票案調查報告，宋楚瑜回應未A國家一毛錢；2月16日，國民黨正式遞狀控告宋侵占三億六千萬黨款。
2001年1月20日，台北地檢署主任檢察官洪泰文偵結興票案，對宋楚瑜、陳萬水夫婦、兒子宋鎮遠、小姨子陳碧雲、機要秘書楊雲黛等五名被告處分不起訴，且相關爭訟應屬民事範疇非刑事，因此予以不起訴。
2001年2月8日，在連戰任內，國民黨對全案放棄再議，全案不起訴處分確定。但當初的國民黨委任律師莊柏林以發現「新事實、新證據」為由，於三月底向最高檢察署聲請再議，全案發交北檢，北檢於4月3日，重新調查。
2003年3月中旬，承辦檢察官林邦樑為興票案，赴鴻禧山莊就訊李登輝前總統；9月，李前總統寄交「陳明狀」給北檢，聲明當年未授權宋楚瑜開「秘書長專戶」，宋是私刻印章開戶侵占公款；10月22日，李前總統以證人身份到北檢出庭說明興票案。 
審理期間，宋楚瑜將帳戶餘款新臺幣2.4億於2000年（民國89年）度辦理法院提存，以靜待司法調查。確定興票案不起訴處分不得再議後，此提存款2.4億元由時任國民黨主席吳伯雄、國民黨前主席李登輝同意兩造間並無任何債權、債務關係，依據提存法規相關程序在2010年（民國99年）發還給宋楚瑜。提存期間所產生之綜所稅亦由宋楚瑜繳納。

### 瑞士信貸銀行秘密账户
2022年2月，南德意志报報導他們收到遭泄露約30,000名客戶和18,000個瑞士信貸銀行賬戶的資料。當中揭露宋楚瑜在1993年6月在該銀行開設秘密銀行賬戶直到2010年關閉，裏面的最高存款達到1,367萬瑞士法郎（約合4億8,900萬新臺幣）。這筆款項被指與拉法葉軍購案受賄有關，當年參與調查的法國前法官范倫貝克說如果當時知道這筆款項的存在一定對2021年台灣最高法院的判決產生不一樣的結果，胡佛研究所的學者祁凱立博士指宋楚瑜和拉法葉軍購賄賂有直接的關係。。

### 迫害新聞自由
1981年台大教授陳文成離奇死亡，美聯社駐台記者周清月因為報導了官方刻意隱瞞的事實，被時任新聞局長宋楚瑜取消採訪權1年。

## 兩岸立場
2019年4月30日，大陸官媒新華社刊出同月宋楚瑜前往中國大陸時的專訪內容，他表示「九二共識」就是雙方都認同一個中國的原則和追求統一的方向；他亦表示親民黨堅持兩岸一中，大陸是中國的一部分，台灣也是中國的一部分，追求一個統一的中國是兩岸所有中國人共同的責任」；對於習近平提出探索「兩制台灣方案」，透過兩岸各政黨、各界別推舉代表性人士就兩岸關係和民族未來展開廣泛深入的民主協商，以及推動兩岸關係和平發展達成的制度性安排，他表示非常贊同並認為中國大陸重視台灣鄉親的意見，「只要坐下來談，沒有什麼不可以解決的問題，中國人自己來解決這個問題，彼此交流。希望台灣鄉親能夠瞭解大陸的誠意和善意，大陸也能夠瞭解台灣鄉親的心意」。此篇專訪在台灣政壇引發爭議，親民黨文宣部主任黃珊珊、副主任吳崑玉亦表示不認同而辭去黨職。總統蔡英文則呼籲宋楚瑜親上火線說清楚，若真抱肯定態度「會請他離任（總統府資政）」。
5月2日宋楚瑜說，他這次赴陸參訪，從未說過一國兩制，因為他此行是去談經濟，不是去談政治。其立場是堅持及維護台灣自由民主，絕不同意以香港模式定位兩岸關係，他認同「兩岸一中、對等分治」進行民主協商而非協議，並主張「兩岸一中、兩岸一家親、反對台獨」。他也說，民主協商是唯一兩岸可以坐下來溝通的方式，而達成「協議」也必須經過兩個民主程序，包括有公權力的政府授權參與，有代表民意的權力機制，立法院討論監督，最後必要時甚至要民意通過。此外他提到總統府資政是無給職，僅在APEC作為官方身份使用，他仍有親民黨主席以及台灣省省長兩個頭銜，後者不用加上「前」，因為他以身為台灣唯一民選省長為傲，並不需要總統府資政的頭銜，他尊重蔡英文的權力，請蔡英文不必操心費神，即日起退回「資政」聘書，同時感謝總統的信任跟禮遇。總統府表示尊重宋楚瑜個人意願，並將依相關程序予以解任。
2023年9月9日，宋楚瑜在第五届海峡两岸中山论坛中山大学分论坛上表示「中华民族伟大复兴和两岸和平统一，才是我们共同的大事！」

## 軼聞
- 2006年5月起，宋楚瑜曾參與推動罷免陳水扁，並在同年10月10日的國慶典禮上，以率領親民黨立委中途離席的方式，表達「倒扁」的立場。（詳：百萬人民倒扁運動#天下圍攻）
- 2011年7月29日，被時任行政院院長吳敦義稱讚「楚瑜兄是行政長才」。[59]
- 2011年9月5日，根據維基解密揭露，朱立倫曾向美國在台協會處長楊甦棣透露，馬英九非常不喜歡宋楚瑜。[60]
- 2011年11月4日，針對維基解密指稱宋曾在2006年北高市長選舉前，告訴美國在台協會前臺北辦事處長楊甦棣，國民黨願以臺北市長一職，交換宋不參加2008年總統大選一說。宋楚瑜表示維基解密內容不符事實，楊甦棣是「醜陋（後來宋表示他說的不是國語的「醜陋」，而是臺灣話「粗魯」）的」、「很差勁的」美國人，「沒有看過美國外交官這麼粗魯的，只有在越南的時候」。隨後爆料說：「楊甦棣曾威脅親民黨要支持軍購，但親民黨反對「凱子軍購」，所以他對我不非常客氣，我對他也不客氣。」[61]當晚，TVBS電視臺《2100掏新聞》節目指出，宋楚瑜於2010年8月3日上午會晤了抵臺訪問的中共湖南省委副書記梅克保；在談到「中国大陸撤飞彈」議題時，宋楚瑜認為，兩岸問題必須用感情和誠意，而非用軍事武力來解決。

## 家庭
祖母是文太夫人，父親宋達是中華民國國軍軍官，1943年進入中華民國海軍，後轉入中華民國陸軍，1949年時升為陸軍少將，1958年升為中將。母親名為胡窕容（2017年逝）。
宋楚瑜1968年與陳萬水結婚，兩人育有一子一女。

## 選舉紀錄
| 年度 | 選舉屆數                 | 所屬政黨   | 得票數    | 得票率 | 當選標記 | 備註 |
| ---- | ------------------------ | ---------- | --------- | ------ | -------- | ---- |
| 1994 | 第一屆臺灣省省長選舉     | 中國國民黨 | 4,726,012 | 56.22% |          |      |
| 2000 | 第十任總統、副總統選舉   | 無黨籍     | 4,664,972 | 36.84% |          |      |
| 2004 | 第十一任總統、副總統選舉 | 親民黨     | 6,442,452 | 49.89% |          |      |
| 2006 | 第四屆臺北市市長選舉     | 無黨籍     | 53,281    | 4.14%  |          |      |
| 2012 | 第十三任總統、副總統選舉 | 親民黨     | 369,588   | 2.77%  |          |      |
| 2016 | 第十四任總統、副總統選舉 | 親民黨     | 1,576,861 | 12.83% |          |      |
| 2020 | 第十五任總統、副總統選舉 | 親民黨     | 608,590   | 4.26%  |          |      |

## 著作列表

### 個人著作
| 年份   | 書名 | 出版社                           | ISBN               |
| ------ | --- | -------------------------------- | ------------------ |
| 1977年 | 《學術論文規範》 | 臺北：正中書局                   | ISBN 9570903473    |
| 1978年 | 《美國政治與民意：兼論中美關係》 | 臺北：黎明文化                   | -                  |
| 1978年 | 《如何寫學術論文》 | 臺北：三民書局                   | ISBN 9789571403670 |
| 1989年 | 《心心念念在傳薪：宋楚瑜對青年朋友的談話》                                                                                               | 臺北：中央日報                   | -                  |
| 2014年 | 《如何寫學術論文》（簡體字版） | 北京：北京大學出版社、九州出版社 | ISBN 9787301241233 |
| 2015年 | 《如何寫學術論文》（修訂三版） | 臺北：三民書局                   | ISBN 9789571459134 |
| 2020年 | 《天道酬勤：2020宋楚瑜參選紀實》 | 商周出版                         | ISBN 9789864778270 |
| 2022年 | 《The Inside Story of Taiwan's Quiet Revolution：From Authoritarianism to Open Democracy》（台湾静悄悄革命的内幕：从威权主义到开放民主） | 加州大学伯克利分校东亚研究所     | ISBN 9781557291974 |

### 合著
| 年份   | 其他作者 | 書名                                 | 出版社     | ISBN               |
| ------ | -------- | ------------------------------------ | ---------- | ------------------ |
| 2006年 | 方鵬程   | 《寧為劉銘傳：宋楚瑜的僕人領導哲學》 | 臺北：商周 | ISBN 9861247475    |
| 2018年 | 方鵬程   | 《蔣經國祕書報告！》                 | 臺北：商周 | ISBN 9789864773916 |

### 相關傳記
| 年份      | 作者           | 書名                                               | 出版社         | ISBN               |
| --------- | -------------- | -------------------------------------------------- | -------------- | ------------------ |
| 1993年7月 | 許漢、張覺明   | 《宋楚瑜前傳》                                     | 臺北：開今文化 | ISBN 9789578730236 |
| 2006年    | 馬西屏         | 《百分之九十的祕密》                               | 臺北：時周文化 | ISBN 9867586360    |
| 2007年    | 許淑芬         | 《魔幻密碼：2004總統大選之選舉訴訟紀事》           | 臺北：前衛     | ISBN 9789578015609 |
| 2011年    | 大官文化工坊   | 《宋楚瑜與斯土斯民的深情故事》                     | 臺北縣：成信   | ISBN 9789868797703 |
| 2013年    | 方鵬程         | 《如瑜得水：影響宋楚瑜一生的人》                   | 臺北：商周出版 | ISBN 9789862723838 |
| 2015年    | 葉柏祥（主編） | 《政治老兵與宋語錄：天道酬勤－臺灣最骨力的歐吉桑》 | 臺北：費邊社   | ISBN 9789869237307 |
| 2023年    | 宋楚瑜、方鵬程 | 《公門好修行：臺灣史上唯一民選省長宋楚瑜工作實錄》 | 臺北：商周出版 | ISBN 9786263188617 |

## 網路節目
2024年1月，親民黨開始於宋楚瑜的Youtube頻道製作網路節目《瑜你有約》，節目形式是由主持人及來賓提問，並由宋楚瑜擔任固定班底回答問題；或是以宋楚瑜本人對時事的看法及意見為內容。
| 開始時間  | 製作單位 | 節目名稱     | 播出時間      |
| --------- | -------- | ------------ | ------------- |
| 2024年1月 | 親民黨   | 《瑜你有約》 | 每周五晚上8點 |

## 影視形象
| 年分       | 作品        | 演員   | 角色   |
| ---------- | ----------- | ------ | ------ |
| 2019       | 幻術 (電影) | 竇智孔 | 宋楚瑜 |
| 2020、2021 | 國際橋牌社  | 湯志偉 | 鍾主諭 |

## 要职承续
| 中華民國政府職務 | 中華民國政府職務                                             | 中華民國政府職務                 |
| ---------------- | ------------------------------------------------------------ | -------------------------------- |
| 行政院           |                                                              |                                  |
| 前任： 丁懋時    | 新聞局局長 代理，後真除為第九任 1979年1月25日－1984年8月24日 | 繼任： 張京育                    |
| 台灣省政府       |                                                              |                                  |
| 前任： 連 戰     | 台灣省主席 第十四任 1993年3月20日－1994年12月20日            | 空缺下一位持有相同頭銜者：趙守博 |
| 新頭銜           | 台灣省省長 1994年12月20日－1998年12月21日                    | 職位廢除 原因：省虛級化（精省）  |
| 政党职务         |                                                              |                                  |
| 中國國民黨       |                                                              |                                  |
| 前任： 李 煥     | 中國國民黨秘書長 第九任 1989年5月31日－1993年3月10日         | 繼任： 許水德                    |
| 親民黨           |                                                              |                                  |
| 新頭銜           | 親民黨主席 第一任至第十一任 2000年3月31日－                  | 現任                             |